# Divadlo Refektář
Divadlo Refektář je amatérský divadelní soubor navazující na tradice sokolského divadla v Praze Jinonicích. V roce 2013 oslavil výročí 20 let nepřetržitého fungování v sokolovně v Jinonicích.

## Historie souboru před rokem 1993
Historie souboru je spojena s jeho zakladatelem – Otto Smrčkem (27. listopadu 1947 – 14. dubna 2012). PhDr. Otto Smrček, CSc (spolu s Dr. Marcelou Efmertovou) založil 29. ledna 1987 zájmově umělecký kroužek při odborové organizaci Ústavu československých a světových dějin ČSAV (Historický ústav AV ČR). Od jeho založení až do poslední chvíle života byl režisérem, propagátorem a hlavním iniciátorem činnosti souboru.

### Původ jména souboru
Tento kroužek sídlil v Praze v Emauzském klášteře (Na Slovanech)
a jeho členy byli převážně pracovníci akademických pracovišť. Svá první představení sehrál soubor v refektáři kláštera. Odtud tedy pochází jeho název Divadlo v refektáři, později pak Refektář resp. Divadlo Refektář.

## Historie souboru po roce 1993
Na přelomu let 1992–1993 navázali zbylí členové souboru kontakt s obnoveným TJ Sokolem Jinonice. Počátkem roku 1993 se stali jeho členy a následně začali pracovat jako sokolský divadelní soubor.

## Současný stav
Divadelní soubor Refektář má scénu (Divadélko Na ochozu) v malém sálku umístěném v ochozu jinonické sokolovny. Jeviště, hlediště a technické zázemí si vybudovali před léty sokolové-divadelníci svépomocí.

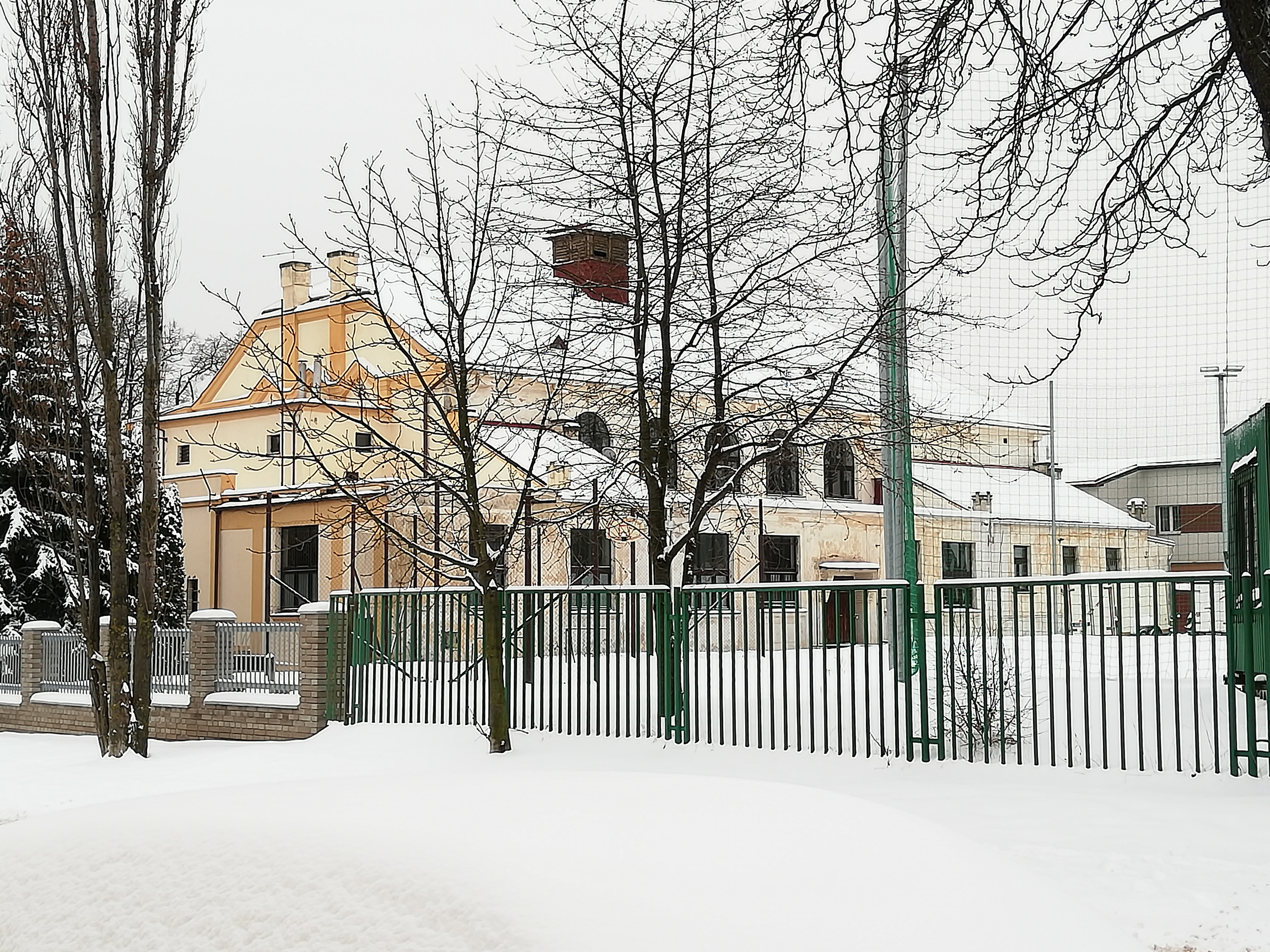
Budova TJ Sokol Praha Jinonice; v patře se nachází Divadélko Na ochozu (únor 2021)
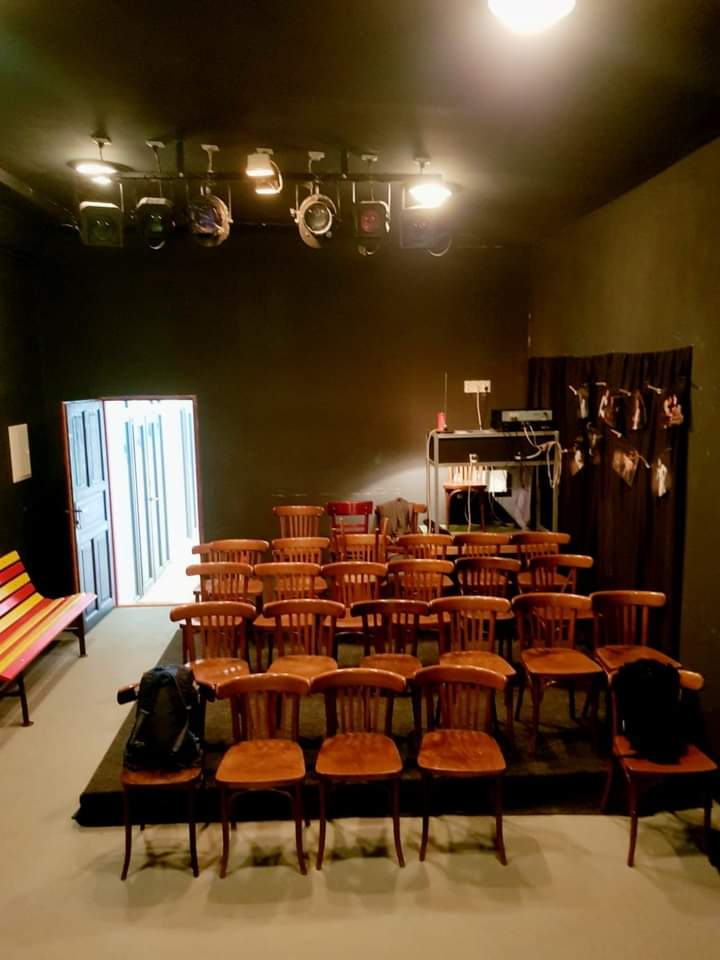
Vnitřek (hlediště a malý technický velín) Divadélka na ochozu (podzim 2021)

Soubor je členem Amatérské divadelní asociace.
Ve spolupráci s touto asociací organizuje nebo se zúčastňuje pravidelných přehlídek a soutěží amatérských divadelních spolků, pořádaných na různých místech Prahy a okolí. (např.: Chudé divadlo, Jinonická sonáta, Divadelní den, Kaškova Zbraslav, Karlínské jeviště, festival Radotínské Radosti, festival Žižkovská noc, ... atd.).
Během divadelních prázdnin (v létě 2014) došlo ke generálnímu přebudování celého Divadélka na ochozu. Původní prostor byl opuštěn a celé divadélko se "posunulo" (stále v rámci "ochozu") o několik metrů dále.
Původně samostatná technická kabina (pro řízení osvětlení a ozvučení jeviště) se integrovala do zadní části hlediště, další změny doznalo zatemnění oken, hlediště se rozšířilo, ...

## Zajímavost
V letech 2000 – 2001 byl členem souboru divadla Refektář český herec Jiří Maryško, který nyní (rok 2016) působí v Činoherním studiu Ústí nad Labem.

## Fotogalerie

Jednoaktová komedie „Pacient doktora Freuda“ v podání herců Divadla Refektář (premiéra 4. dubna 2025)
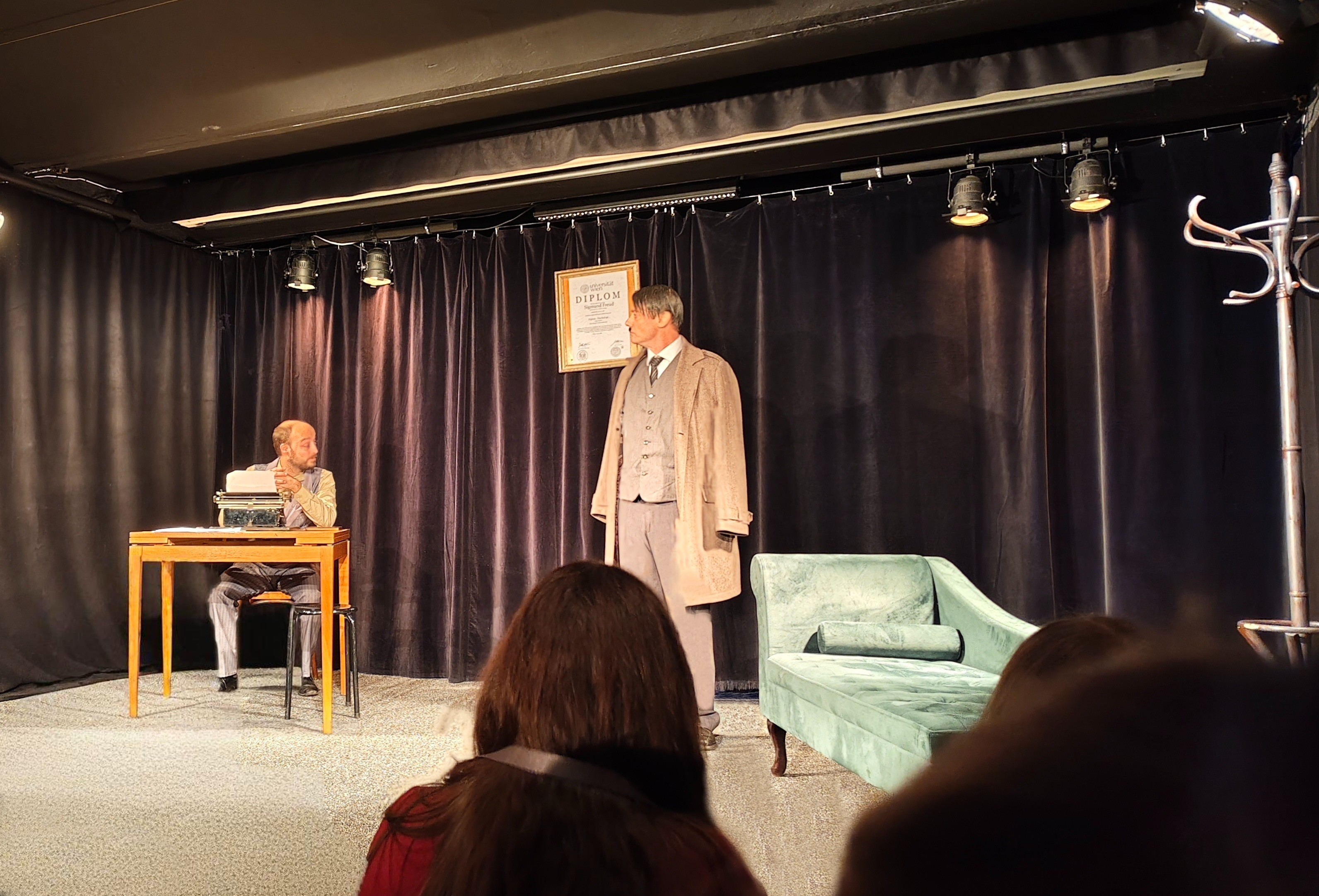
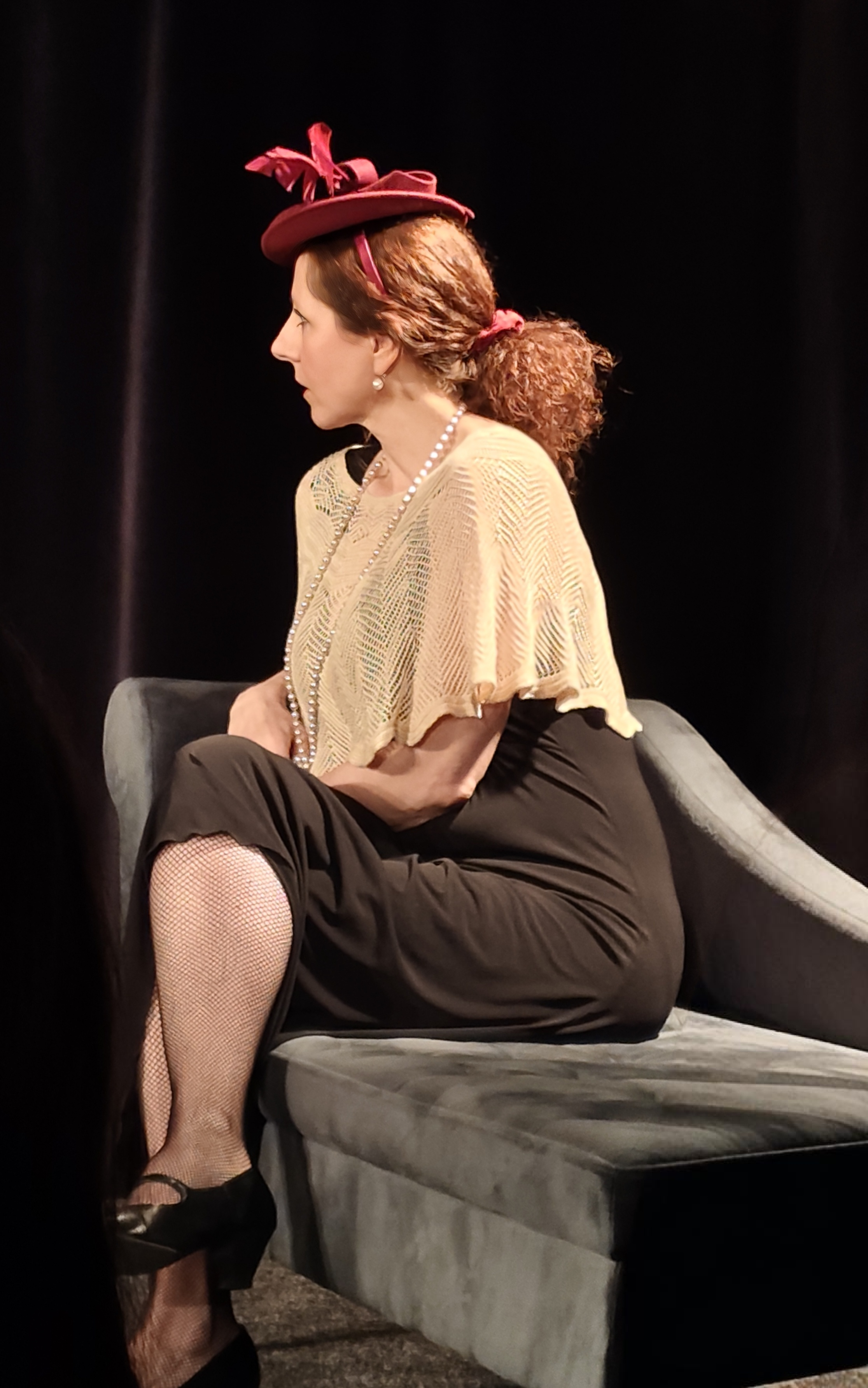
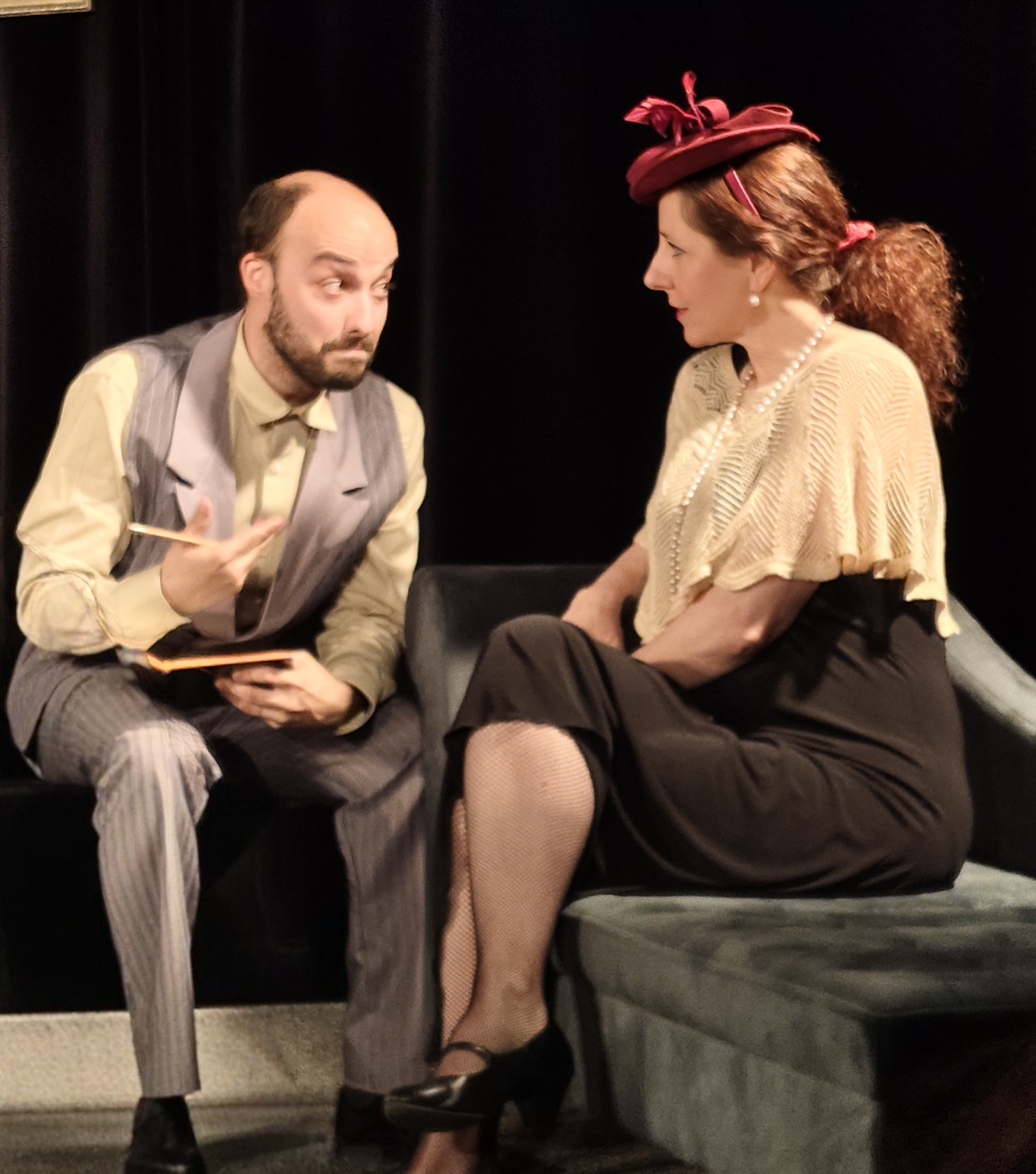
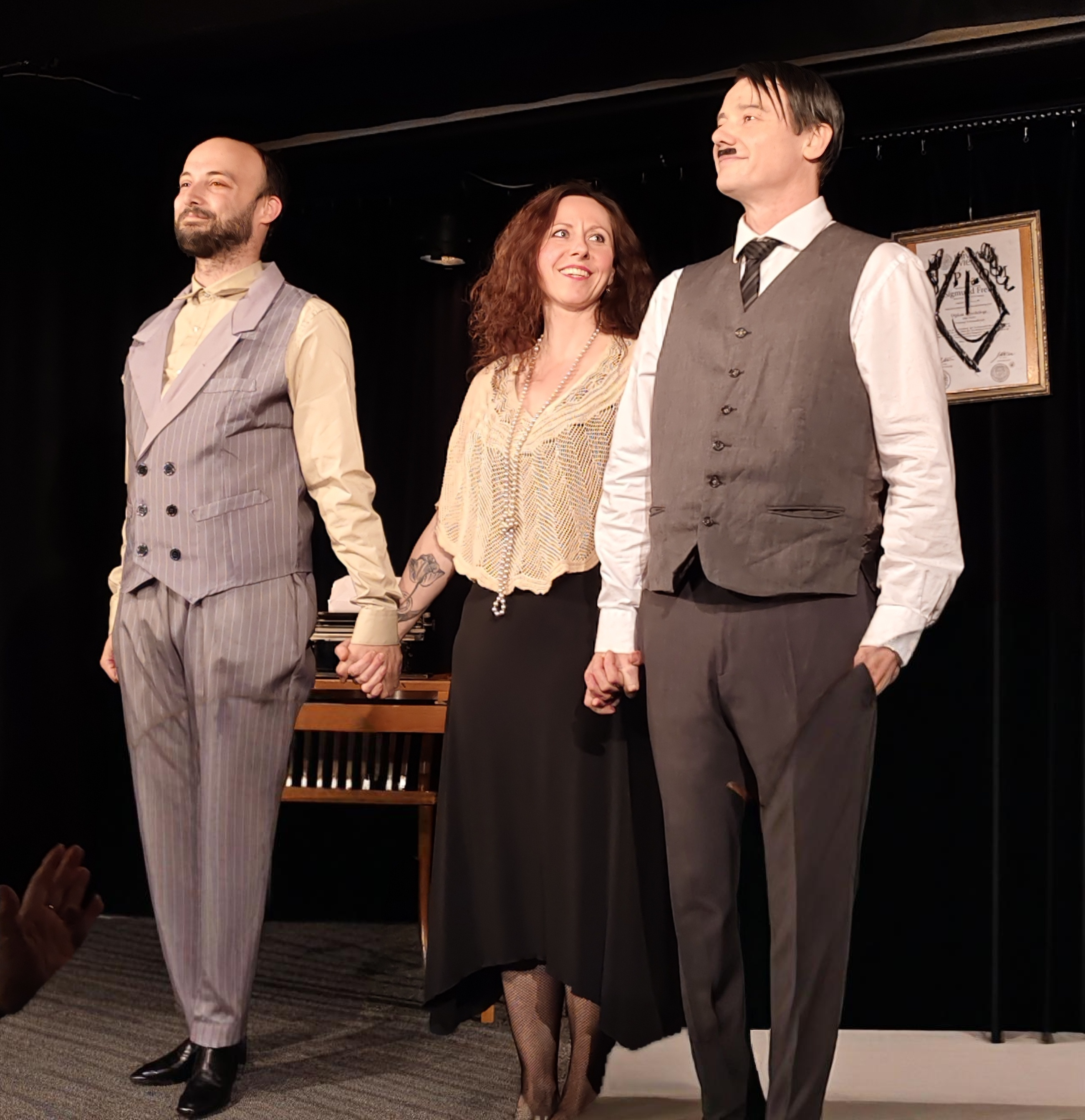
Závěrečná děkovačka